# Sommer-Paralympics 2004/Leichtathletik/4 × 400 m Staffel
Die Ergebnisliste der 4-mal-400-Meter-Staffel-Läufe bei den Sommer-Paralympics 2004 in Athen

## Männer

### T35-T38
| Platz | Land | Athlet                                                            |
| ----- | ---- | ----------------------------------------------------------------- |
| 1     | TUN  | Abbes Saidi Mohamed Charmi Fares Hamdi Mohamed Farhat Chida       |
| 2     | CHN  | Mian Che Wenjun Zhou Yi Lu Chen Yang                              |
| 3     | UKR  | Andriy Zhyltsov Andriy Onufriyenko Serhiy Norenko Oleksandr Driha |

### T42-T46
| Platz | Land | Athlet                                                              |
| ----- | ---- | ------------------------------------------------------------------- |
| 1     | USA  | Danny Andrews Raphew Reed Ryan Fann Brian Frasure                   |
| 2     | AUS  | Stephen Wilson Heath Francis Don Elgin Neil Fuller                  |
| 3     | FRA  | Sebastien Barc Dominique Andre Emmanuel Lacroix Xavier Le Drallouec |

### T53-T54
| Platz | Land | Athlet                                                        |
| ----- | ---- | ------------------------------------------------------------- |
| 1     | THA  | Prawat Waharum Supachai Koysub Pichet Krungget Rawat Tana     |
| 2     | FRA  | Claude Issorat Eric Teurnier Pierre Fairbank Joel Jeannot     |
| 3     | JPN  | Choke Yasuoka Yoshifumi Nagao Susumu Kangawa Masazumi Soejima |